# Ludmiła Marcinowicz
Ludmiła Marcinowicz – polska naukowiec, pierwsza w polskim systemie nauki profesor doktor habilitowana nauk o zdrowiu. Profesor na Wydziale Nauk o Zdrowiu Uniwersytetu Medycznego w Białymstoku.

## Aktywność naukowa
Pracę rozpoczęła w Zakładzie Medycyny Rodzinnej i Pielęgniarstwa Środowiskowego na Wydziale Pielęgniarstwa i Ochrony Zdrowia Akademii Medycznej w Białymstoku, który po przekształceniu akademii w uniwersytet wszedł w struktury jego Wydziału Nauk o Zdrowiu. Równolegle pracuje w Instytucie Ochrony Zdrowia PWSZ im. prof. Edwarda F. Szczepanika w Suwałkach. Brała też udział w wizytach studyjnych na Uniwersytecie w Sheffield.
Stopień doktora nauk medycznych uzyskała w 2001 na podstawie pracy pt. Czynniki warunkujące zadowolenie pacjentów z funkcjonowania doświadczalnego modelu podstawowej opieki zdrowotnej w Giżycku.
W 2011 uzyskała stopień doktora habilitowanego na podstawie pracy pt. Ocena jakości opieki lekarza rodzinnego z perspektywy pacjenta - nowe podejście metodologiczne w badaniach ilościowych i jakościowych. Tym samym została pierwszą w polskim systemie nauki doktor habilitowaną z zakresu nauk o zdrowiu.
W 2019 otrzymała tytuł naukowy profesora.
Jej zainteresowania badawcze obejmują przede wszystkim relacje między pacjentami a służbą zdrowia. Dotyczy to oceny opieki zdrowotnej przez pacjenta – z wykorzystaniem metod jakościowych, jak i komunikacji lekarzy z pacjentami.    

## Odznaczenia
- Srebrny Krzyż Zasługi (2020)[6]

## Wybrane publikacje
Autorka lub współautorka kilkudziesięciu publikacji naukowych z zakresu nauk o zdrowiu, w tym:
- Ryszard Jan Grębowski, Ludmiła Marcinowicz. Ocena opieki lekarza rodzinnego w świetle badań jakościowych: poszukiwanie komponentów zadowolenia i niezadowolenia pacjentów. „Family Medicine & Primary Care Review”. 10 (2), s. 173–179, 2008.
- Ludmiła Marcinowicz, Ryszard Jan Grębowski, Sławomir Chlabicz. Exploring negative evaluations of health care by Polish patients: an attempt at cross-cultural comparison. „Health & Social Care in the Community”. 17 (2), s. 187-193, 2009. DOI: 10.1111/j.1365-2524.2008.00817.x. PMID: 19040699.
- Ludmiła Marcinowicz, Jerzy Konstatynowicz, Cezary Godlewski. Patients' perceptions of GP non-verbal communication: a qualitative study. „British Journal of General Practice”. 60 (571), s. 83-87, 2010. DOI: 10.3399/bjgp10X483111.